# بخش لوئیس (شهرستان براون، اوهایو)
بخش لوئیس (به انگلیسی: Lewis Township) یک منطقهٔ مسکونی در ایالات متحده آمریکا است که در شهرستان براون، اوهایو واقع شده‌است.
 بخش لوئیس ۱۱۱٫۹ کیلومتر مربع مساحت و ۲٬۶۹۷ نفر جمعیت دارد و ۲۶۲ متر بالاتر از سطح دریا واقع شده‌است.